# Gig (album)
Gig – szósta płyta zespołu Circle Jerks wydana w 1992 roku przez firmę Combat Records. Jest to album koncertowy.

## Lista utworów
1. Beat Me Senseless
2. High Price on Our Heads
3. Letter Bomb
4. In Your Eyes
5. Making the Bombs
6. All Wound Up
7. Coup D'Etat
8. Mrs. Jones
9. Back Against the Wall
10. Casualty Vampires
11. I Don't
12. Making Time
13. Junk Mail
14. I, I & I
15. World Up My Ass
16. I Just Want Some Skank
17. Beverly Hills
18. The Crowd
19. When the Shit Hits the Fan
20. Deny Everything
21. Wonderful
22. Wild in the Street

## Muzycy
- Keith Morris - wokal
- Greg Hetson - gitara
- Zander Schloss - gitara basowa
- Keith Clark - perkusja